# Pitot-Prandtlova cev
Pitot-Prandtlova cev (tudi Pitotova cev ali Prandtlova cev) je priprava za merjenje hitrosti plina z znano gostoto. Imenuje se po francoskem inženirju Henriju Pitotu in nemškem fiziku Ludwigu Prandtlu, ki sta jo izumila. Današnjo obliko cevi je dal Henry Darcy. Pitot je intuitivno ugotovil zvezo višine stolpca tekočine z njeno hitrostjo leta 1732, ko je moral meriti tok reke Sene.

## Načelo delovanja
Osnovno načelo Pitot-Prandtlove cevi sta dve cevi od katerih je ena usmerjena v smeri toka, druga pa pravokotno na smer toka.
Cev, ki leži v smeri toka, je na nasprotnem koncu zaprta, zaradi česar se tok plina tam zaustavi, na račun tega pa naraste tlak na tem mestu. Ta tlak se imenuje skupni tlak pt. V cevi, ki leži pravokotno na smer toka, pa se hitrost ne spremeni in na tem mestu se meri t. i. statični tlak ps.
Po Bernoullijevi enačbi velja:
{\displaystyle {\frac {1}{2}}\rho v^{2}+\rho gh+p_{\rm {s}}=\mathrm {konst.} \!\,}
Prvi člen se imenuje dinamični tlak, oziroma hitrostni tlak. Skupni tlak je razlika dinamičnega in statičnega:
{\displaystyle p_{\rm {t}}=p_{\rm {d}}+p_{\rm {s}}\!\,.}
Ob predpostavki, da je gravitacijska potencialna energija konstantna ({\displaystyle \rho gh\,=\mathrm {konst.} \,}), ima Bernoullijeva enačba obliko:
{\displaystyle {\frac {1}{2}}\rho v^{2}+0+p_{\rm {s}}=p_{\rm {d}}+0+p_{\rm {s}}\!\,.}
Iz  enačbe se izrazi hitrost v :
{\displaystyle v={\sqrt {\frac {2(p_{\rm {t}}-p_{\rm {s}})}{\rho }}}\!\,.}
Razmerje skupnega in statičnega tlaka za Machovo število {\displaystyle M<1\,} je:
{\displaystyle {\frac {p_{\rm {t}}}{p_{\rm {s}}}}=\left(1+{\frac {\gamma -1}{2}}M^{2}\right)^{\frac {\gamma }{\gamma -1}}\!\,,}
kjer je {\displaystyle \gamma \,} razmerje med specifičnima toplotnima kapacitetama Cp/Cv.

## Napake merjenja
Če se gostota plina spreminja, npr. zaradi temperature, se zaradi tega spreminja tudi izmerjena hitrost.
Zgornja enačba ni najbolj ustrezna v naslednjih pogojih:
- Pri nizkih hitrostih je tudi totalni tlak nizek in napaka merilnika tlaka je lahko celo večja od izmerjene vrednosti, kar pomeni veliko napako pri merjenju.

- Pri visokih hitrostih (npr. pri nadzvočni hitrosti) se pred cevjo pojavi udarni val, zaradi česar naraste totalni tlak. Da je merjenje hitrosti po tem postopku možno tudi v tem primeru, je potrebno izvesti nekatere popravke.

## Uporaba Pitot-Prandtlove cevi
Pitot-Prandtlova cev se največ uporablja pri merilcu hitrosti letala in po potrebi za izravnavo variometra.